# Composition d'un ensemble de panneaux de signalisation de direction en France
L’assemblage des ensembles de panneaux de signalisation de direction en France répond à des règles de composition précises, tant en ce qui concerne l’ordre des panneaux, que leur alignement vertical ou horizontal ou leur interdistances.
Les mêmes règles régissent la composition des registres d’un panneau.

## Unicité des formes de panneaux
Un même ensemble ne doit comporter que des registres de même forme (flèche ou rectangle).

Exemple non valide (à gauche) et valide (à droite)

## Alignement vertical
Dans un ensemble de panneaux de type D20, on aligne les talons et les pointes de flèche. Dans les autres cas, on aligne les rectangles.
On détermine en premier lieu le registre « critique », c'est-à-dire celui qui a la plus grande longueur théorique calculée en prenant pour les indications de destination la règle d'espacement à 100 %.
Pour aligner les extrémités des rectangles ou des pointes de flèche des autres panneaux, on applique d'abord aux autres indications de destination, la règle d'espacement à 125 % lorsque cela est possible, c'est-à-dire en vérifiant que les nouvelles longueurs théoriques de ces panneaux restent inférieures ou égales à la longueur du panneau « critique ». On ajuste alors, les espacements horizontaux entre les éléments de base définis en cotes minimales.
Si le panneau « critique » a une longueur jugée inacceptable, on le calcule à nouveau avec une règle d'espacement à 70 % (voire à 50 % exceptionnellement), en vérifiant toutefois que la nouvelle longueur de ce panneau est telle qu'il reste le panneau « critique ». Les panneaux standardisables ne sont pas concernés par cette règle.

Exemple non valide (à gauche) et valide (à droite)

## Alignement horizontal
Cet alignement concerne les panneaux d'affectation de voies. Il est en effet souhaitable, pour des raisons d'esthétique, d'ajuster la hauteur du plus petit panneau à la hauteur de l'autre. Cela n'est admissible que dans les cas où les différences de hauteur des panneaux sont relativement faibles.

## Alignement par le bas
Si deux ensembles sont installés côte à côte pour indiquer deux directions différentes, les panneaux sont systématiquement alignés par le bas.

Alignement des panneaux de signalisation de direction par le bas
NON
OUI

## Nombre de mentions
Un bloc homogène, et donc un registre, compte au maximum trois lignes.
Dans un bloc homogène les mentions sont inscrites de haut en bas par ordre de distance décroissante.

## Ordonnancement des panneaux
Sur un ensemble, l’ordre des panneaux s’effectue : d’abord suivant la couleur des panneaux : le bleu étant la couleur prioritaire, puis le vert et enfin le jaune. Ensuite suivant la direction, en maintenant dans l’ordre :
- tout droit (s’il s’agit de rectangle type D43),
- à droite
- à gauche

et en maintenant également la règle de quinconce des flèches s’il s’agit de panneaux D43.

Exemple non valide (à gauche) et valide (à droite)

Dans le cas d’un ensemble indiquant deux directions différentes, les règles précédentes demeurent inchangées, mais tous les registres d’une même direction sont regroupés suivant la couleur prioritaire.

Si deux registres bleus de directions opposées sont sur un même ensemble, la priorité va à l’ensemble des registres dont la direction indique la droite.
Si un seul registre bleu est présent sur l’ensemble des registres, la priorité va à l’ensemble des registres où le panneau bleu est présent.

## Interdistances verticales entre panneaux ou registres
Les interdistances entre registres d'un panneau ou les interdistances entre panneaux concernant une même direction sont égales à Hb/4 environ.
Les interdistances entre panneaux concernant des directions différentes sont égales à Hb/2 environ.
Le cartouche doit en principe être distant du panneau immédiatement inférieur d'une hauteur égale à Hb/4 environ ; il peut éventuellement être accolé à ce panneau.

Espacement de panneaux directionnels

## Sources
- Instruction interministérielle du 22 mars 1982 relative à la signalisation de direction.
- Signalisation de direction – Manuel du poseur – SETRA – Octobre 1985.
- Signalisation de direction - Manuel de la subdivision – SETRA – mars 1986
- Norme NF P 98-532-4 - Caractéristiques typologiques des panneaux directionnels - juin 1991